# Tatum O'Neal
Tatum O'Neal (* 5. listopadu 1963, Los Angeles, Kalifornie, USA) je americká herečka. 
Ve věku deseti let se stala nejmladším člověkem, který získal Oscara, za výkon ve filmu Papírový měsíc (1973), kde účinkovala po boku svého otce Ryana O'Neala. Její matkou byla herečka Joanna Moore, rozená Cook (1934–1997). Jako dětská herečka pak hrála například ve filmech Špatné zprávy pro Medvědy, Bijásek (oba 1976) nebo Světová teta Velvet (1978). Později hrála například ve filmech Basquiat (1996), Skandál texaských roztleskávaček (2008) nebo The Runaways (2010). 
V letech 1986–1994 byl jejím manželem tenista John McEnroe, mají spolu tři děti.